# 阿部亮
阿部 亮（あべ りょう、1976年 - ）は日本の司法書士、ラジオパーソナリティ。

## 人物
北海道札幌西高等学校卒業（卒業年不明）。
19歳で陸路を世界一周。新聞配達、建設、工場に始まり、人材派遣や営業マンなど20種類以上の仕事を経験し、28歳で司法書士になる。
2009年、日本の孤児院の子どもたち60名をディズニーランドに招待。2010年より、世界の貧困国に毎年1校ずつ学校を建設。現在までに、ネパールに4校、ミャンマーに6校、カンボジアに1校、アフリカ（ブルキナファソ）に1校、合計12校の学校を建設している。
2008年3月、司法書士法人新宿事務所（現・司法書士法人中央事務所）を立ち上げ代表となるも、2017年3月31日付で退任。同年4月1日、株式会社NejiLaw 相談役に就任。
2018年、カンボジアに、アジアの小児がん治療の拠点となる「アジアこども医療センター」を建設。
ニッポン放送で2010年からラジオ番組「阿部亮のNGO世界一周!」を、夕刊フジで2014年2月から2017年5月までコラム「阿部亮のつぶやき世界一周！」を担当。
2019年11月25日、第53回社会貢献者表彰（日本財団賞）受賞
2021年7月31日、紺綬褒章受章

## 著書
- 『オンライン時代の新不動産登記実務』（2005年、経済法令研究会、ISBN 978-4766808025）
- 『NGO世界一周！』（2011年、扶桑社、ISBN 978-4594065218）
- 『世界は解らないコトだらけ、なので調べてみた』（2015年、扶桑社、ISBN 978-4594073671）
- 『ますます、世界は解らないコトだらけ、なので調べてみた』（2017年、扶桑社、ISBN 978-4594076658）